# Теделька
Теделька (Тёделька) — река в Каргасокском районе Томской области России. Исток реки — в Тедельском болоте. Устье реки находится в 522 км по правому берегу реки Тым. Длина реки составляет 30 км. Река течёт с севера на юг. Высота устья — 88 м над уровнем моря.

## Данные водного реестра
По данным государственного водного реестра России, относится к Верхнеобскому бассейновому округу, водохозяйственный участок реки — Обь от впадения реки Васюган до впадения реки Вах, речной подбассейн реки — Васюган. Речной бассейн реки — (Верхняя) Обь до впадения Иртыша.